# Coma White
Coma White är en sång framförd av Marilyn Manson. Sången, som släpptes som promosingel i september 1999, är skriven av Marilyn Manson, Twiggy Ramirez, Madonna Wayne Gacy och Zim Zum.

## Musikvideo
Musikvideon regisserades av Samuel Bayer och innehåller ett återskapande av mordet på John F. Kennedy. Manson och hans dåvarande fästmö Rose McGowan spelar John F. Kennedy respektive Jacqueline Kennedy. McGowan är iförd en rosa Chaneldräkt och pillerburk. Presidentens bil framförs av Twiggy Ramirez med Madonna Wayne Gacy i det främre passagerarsätet. Efter det att skotten har fallit och Manson fallit ihop ses John5 springa bakom bilen och därmed gestalta Secret Service-mannen Clint Hill. Premiärvisningen av videon försenades dock på grund av Columbinemassakern och John F. Kennedy Jr.:s död.
I videon förekommer även den 229 centimeter långe Matthew McGrory.

## Låtförteckning
1. "Coma White" (Radio Edit) – 4:19
2. "Coma White" (Acoustic) – 5:33

## Medverkande
- Marilyn Manson – sång, piano
- Zim Zum – gitarr
- Twiggy Ramirez – elbas, gitarr
- Ginger Fish – trummor
- Madonna Wayne Gacy – keyboards, mellotron, elektroniska trummor